# St. Martin (Untertraubenbach)

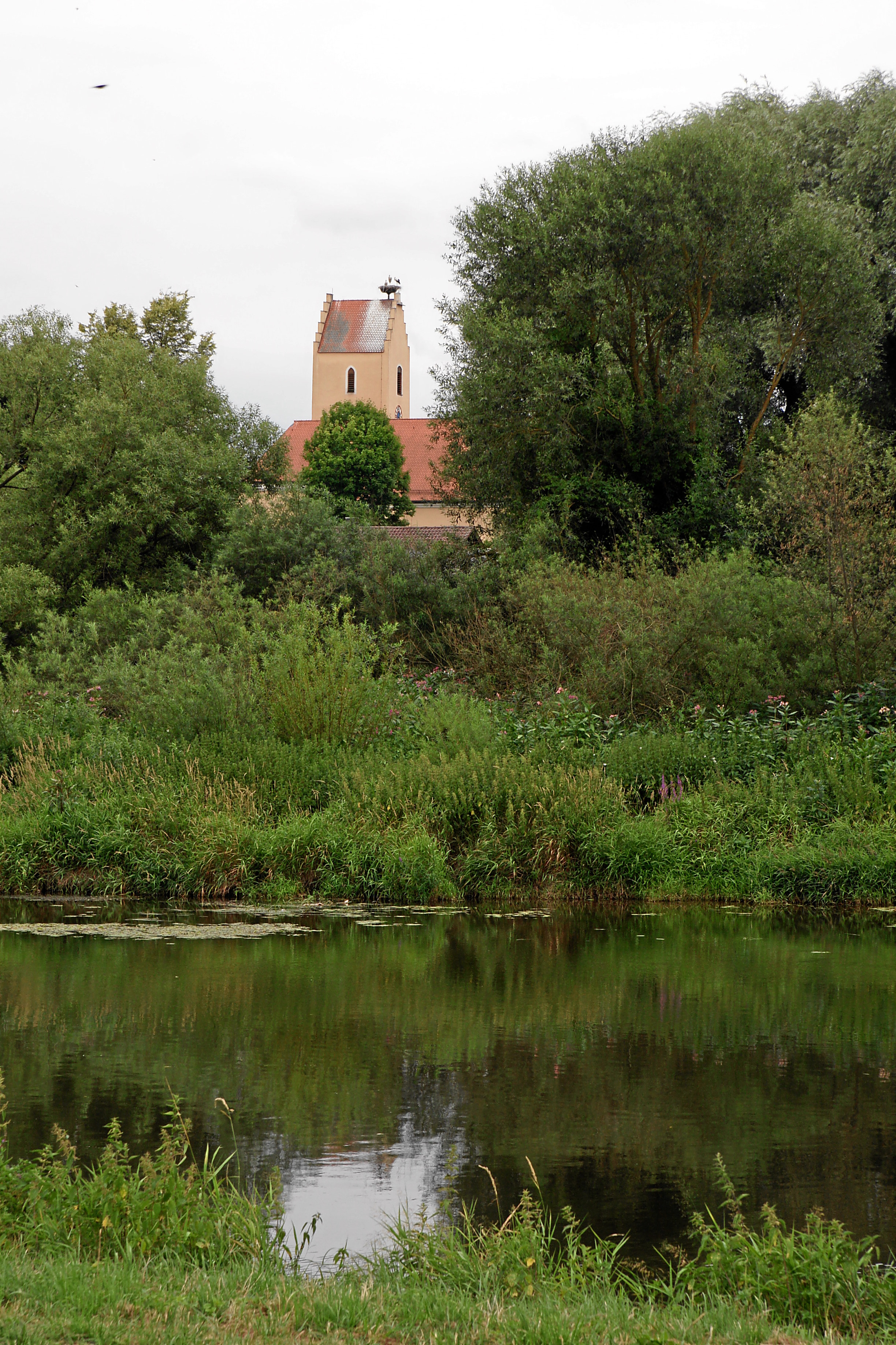
St. Martin (Untertraubenbach)

Die römisch-katholische, denkmalgeschützte Pfarrkirche St. Martin steht in Untertraubenbach, einem Gemeindeteil der Kreisstadt Cham im Landkreis Cham in der Oberpfalz. Die Kirche gehört zum Bistum Regensburg. Das Bauwerk ist unter der Denkmalnummer D-3-72-116-128 als Baudenkmal in die Bayerische Denkmalliste eingetragen.

## Beschreibung
Die giebelständige Saalkirche wurde 1719 erbaut. Sie besteht aus einem Langhaus, das mit einem Satteldach bedeckt ist, einem eingezogenen, halbrund geschlossenen Chor im Osten und einem Chorflankenturm an dessen Südwand, dessen obere Geschosse und das Satteldach zwischen den Staffelgiebeln nach 1814 erneuert werden mussten.
Der Innenraum des Langhauses ist mit einem Stichkappengewölbe überspannt, das auf wandständigen Pfeilern ruht. Im Chor sitzt das Stichkappengewölbe auf Pilastern. Die Kirchenausstattung ist weitgehend im Baustil der Neorenaissance gestaltet.

## Orgel

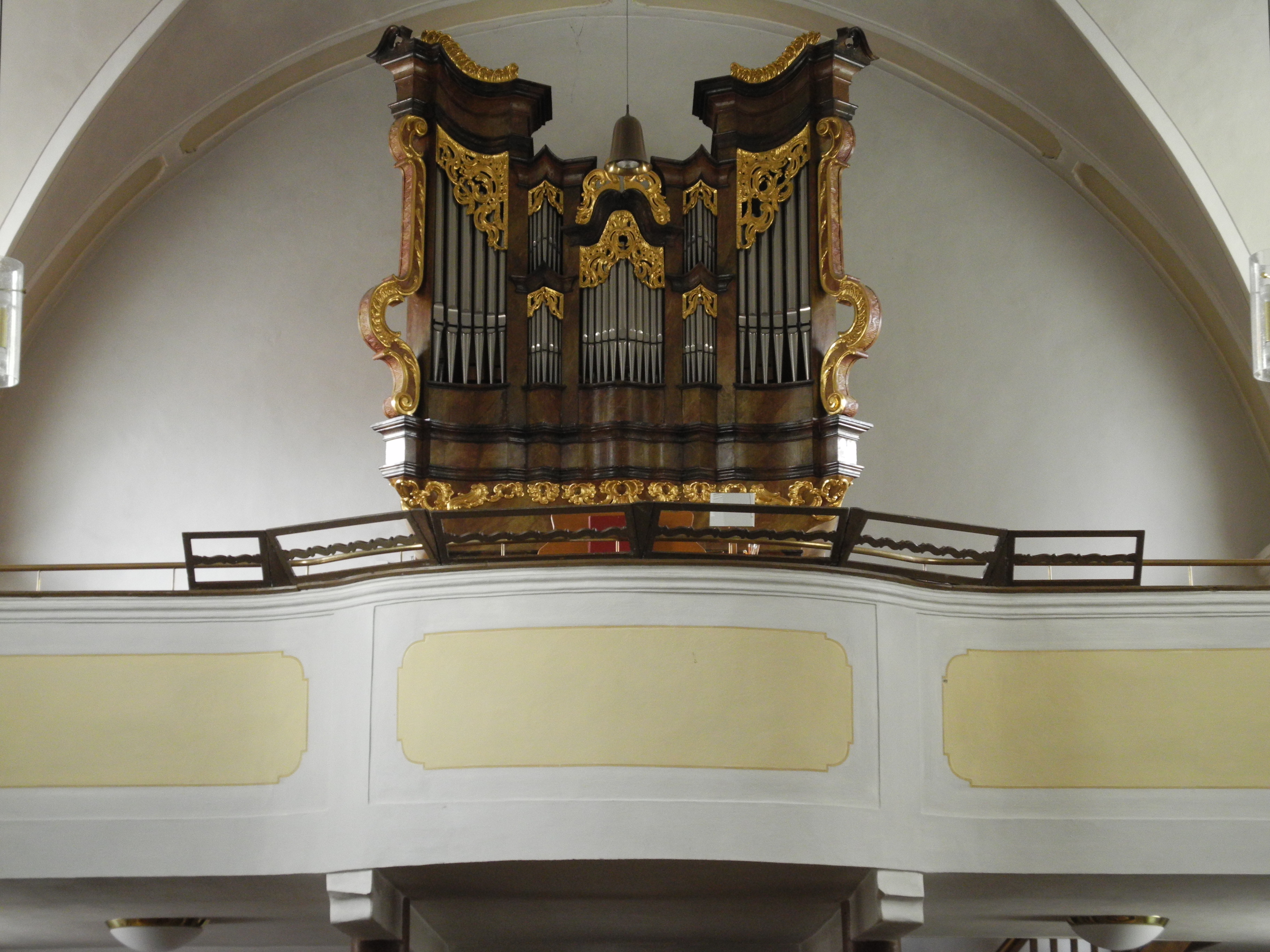
Orgel

Die Orgel mit 17 Registern auf zwei Manualen und Pedal wurde 1990 von Michael Weise in das historische Gehäuse von Andreas Weiß aus dem 18. Jh. gebaut. Die Disposition lautet:
| I Hauptwerk    |       |
| Copula         | 8′    |
| Viola da Gamba | 8′    |
| Salicional     | 8′    |
| Prinzipal      | 4′    |
| Spitzflöte     | 4′    |
| Schwiegel      | 2′    |
| Mixtur IV      | 1 ⁄3′ |

| II Schwellpositiv |                 |
| Rohrflöte         | 8′              |
| Blockflöte        | 4′              |
| Prinzipal         | 2′              |
| Cornettino        | 2 ⁄3′+2′+1 3⁄5′ |
| Scharffzimbel III | 2⁄3′            |
| Oboe              | 8′              |

| Pedal     |       |
| Subbaß    | 16′   |
| Oktavbaß  | 8′    |
| Choralbaß | 4′+2′ |
| Posaune   | 8′    |

- Koppeln: II/I, I/P, II/P
- Spielhilfen: freie Kombination, Tutti, Zungenabsteller, freie Pedalkombination
- Bemerkungen: Schleiflade, mech. Spiel- und elektr. Registertraktur